# Kovk, Ajdovščina
Kovk este o localitate din comuna Ajdovščina, Slovenia, cu o populație de 135 de locuitori.